# Hypogastrura parvula
Hypogastrura parvula is een springstaartensoort uit de familie van de Hypogastruridae. De wetenschappelijke naam van de soort is voor het eerst geldig gepubliceerd in 1971 door Haybach.